# Takayuki Sugō
Takayuki Sugō (菅生 隆之?, Sugō Takayuki; Prefettura di Chiba, 1º agosto 1952) è un doppiatore giapponese.
Affiliato ad Aoni Production, è stato uno dei doppiatori di M. Bison in Street Fighter ed è noto anche per aver doppiato Shiryu della Pioggia in One Piece.

## Doppiaggio

### Anime

#### 1990
- Yu Yu Hakusho (1994), Raizen
- Master Keaton (1998), Leon Papas
- Detective Conan (1999), Yasuyuki Murakawa

#### 2000
- NieA 7 (2000), Nenji Yoshioka
- Princess Tutu - Magica ballerina (2002), The Raven
- Heat Guy J (2002), J
- MegaMan NT Warrior (2002), Kunio Kurogane
- Gad Guard (2003), Drugef
- Naruto (2003), Hashirama Senju
- Bleach (2004), Zangetsu
- Burst Angel (2004), Leo Jinno
- Monster (2004), Dr. Gillen
- Samurai Champloo (2004), Kagetoki Kariya
- Honey and Clover (2005), Tokudaiji
- Shakugan no Shana (2005), Tenmoku Ikko
- Jigoku shōjo (2006), Wanyuudou
- Il guerriero alchemico (2006), Capitano
- D.Gray-man (2007), Devon
- Sfondamento dei cieli Gurren Lagann (2007), Narratore, Simon (Ep.27)
- L'Immortale (2008), Habaki Kagimura
- Yu-Gi-Oh! 5D's (2009), José

#### 2010
- One Piece (2010), Shiryu
- Gosick (2011), Marquis Albert de Blois
- Naruto: Shippuden (2013), Hashirama Senju
- Tokyo Ghoul (2014), Yoshimura
- FLCL Progressive (2018), Eye Patch
- BAKI (2018), Doppo Orochi

#### 2020
- Baki Hanma (2021), Doppo Orochi
- Shenmue: The Animation (2022), Iwao Hazuki
- Bleach: Thousand-Year Blood War (2022), Yhwach
- Il mio matrimonio felice (2023), L'imperatore
- Kaiju No. 8 (2024), Keiji Itami

### Film d'animazione
- Berserk - L'epoca d'oro - Capitolo II: La conquista di Doldrey (Boscogn)
- Lupin III - Il segreto del Diamante Penombra (Jean-Pierre)

### Videogiochi
- Ace Combat 7: Skies Unknown (Mihaly A. Shilage)
- Berserk and the Band of the Hawk (Boscogn)
- BioShock Infinite (Zachary Hale Comstock)
- Bleach: Brave Souls (Yhwach)
- Daemon X Machina (Brigadier General)
- Dragon's Dogma: Dark Arisen (Edmun)
- Dragon's Dogma 2 (Il Drago)
- Dragon Quest XI S: Echi di un'era perduta - Edizione Definitiva (Re Carnelio)
- Final Fantasy XII (Reddas)
- Fire Emblem Heroes (Rudolf)
- Fire Emblem Echoes: Shadows of Valentia (Rudolf)
- Granblue Fantasy (Zeyen)
- Guilty Gear Xrd -SIGN- (Gabriel, Narratore)
- Guilty Gear Xrd -REVELATOR- (Gabriel, Narratore)
- Guilty Gear -STRIVE- (Gabriel)
- JoJo's Bizarre Adventure: All Star Battle R (Wonder of U)
- Live A Live (Remake) (Hasshe)
- Marvel's Spider-Man (J. Jonah Jameson)
- Marvel's Spider-Man: Miles Morales (J. Jonah Jameson)
- Marvel's Spider-Man 2 (J. Jonah Jameson)
- Metal Gear Rising: Revengeance (Boris Vyacheslavovic Popov)
- Naruto: Ultimate Ninja 3 (Hashirama Senju)
- Naruto Shippuden: Ultimate Ninja 4 (Hashirama Senju)
- Naruto: Ultimate Ninja Storm (Hashirama Senju)
- Naruto Shippuden: Ultimate Ninja Storm Generations (Hashirama Senju)
- Naruto Shippuden: Ultimate Ninja Storm 3 (Hashirama Senju)
- Naruto Shippuden: Ultimate Ninja Storm Revolution (Hashirama Senju)
- Naruto Shippuden: Ultimate Ninja Storm 4 (Hashirama Senju)
- Naruto to Boruto: Shinobi Striker (Hashirama Senju)
- Naruto x Boruto Ultimate Ninja Storm Connections (Hashirama Senju)
- Nioh (Tenkai)
- Onimusha 3 (Jacques Blanc)
- Resident Evil 6 (Derek C. Simmons)
- Rise of the Ronin (Naosuke li)
- Ryu ga Gotoku Online (Doppo Orochi)
- Soul Hackers 2 (Mangetsu Kuzunoha)
- Super Robot Wars V (Juzo Okita)
- Tales of Zestiria (Heldalf)
- Tales of the Rays (Heldalf)
- The Great Ace Attorney: Adventures (Narratore)
- The Great Ace Attorney 2: Resolve (Narratore)
- Tokyo Xanadu (Sosuke Kokonoe)
- Uncharted 2: Il covo dei ladri (Zoran Lazarevic)
- Uncharted 4: Fine di un ladro (Zoran Lazarevic)
- White Knight Chronicles (Drisdall)
- Wild Hearts (Mujina)
- Xenoblade Chronicles X (Nagi)

### Film e telefilm
- 24 (Ramon Salazar)
- Batman Forever (Due-Facce)
- Black Dog (TV dub) (ATF Agent McClaren)
- The Bourne Identity (Alexander Conklin)
- Dae Jang Geum (Jung-jong)
- Deep Rising - Presenze dal profondo (TV dub) (John Finnegan)
- Desperate Housewives (Karl Mayer)
- Il Signore degli Anelli (Elrond)
- Men in Black (Agent K)
- Il patriota (Benjamin Martin)
- Secret Level (Tiangong)
- Shaolin Soccer (Hung)
- Trappola in alto mare (video dub) (William Stranix)
- U.S. Marshals - Caccia senza tregua (Samuel Gerard)
- Doctor Who (The Doctor)